# Política (Aristóteles)

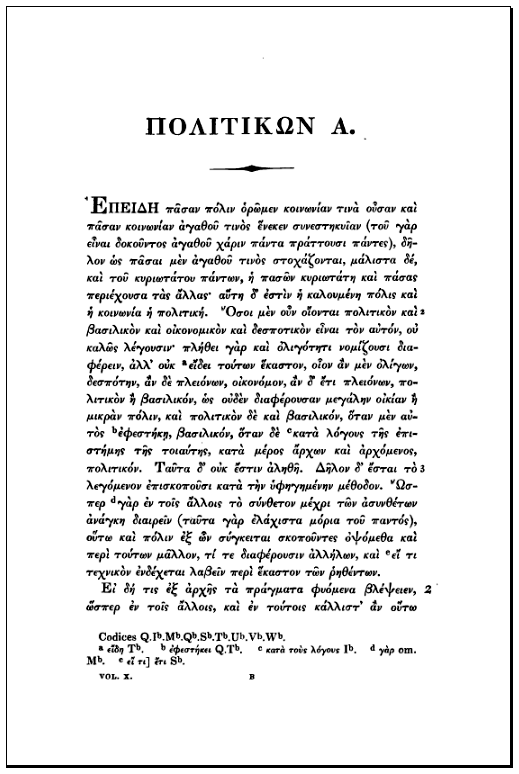
A Política e sua primeira página em grego.

Política (em grego:  Πολιτικά ; em latim: Politica) é um texto do filósofo grego antigo Aristóteles. É composto por oito livros (I: 1252a - 1260b, II: 1261a - 1274b, III: 1275a - 1288b, IV: 1289a - 1301b, V: 1301b - 1316b, VI: 1317a - 1323a, VII: 1323b - 1337a, VIII: 1337b - 1342b) e não existem dúvidas acerca da autenticidade da obra. Acredita-se que as reflexões aristotélicas sobre a política originam-se da época em que ele era preceptor de Alexandre. Ao mesmo tempo, Aristóteles compôs para Alexandre duas obras de caráter político que se perderam: Os colonos e Sobre a monarquia.
Na filosofia aristotélica a Política é a ciência que tem por objetivo a felicidade humana e divide-se em ética (que se preocupa com a felicidade individual do homem na pólis) e na política propriamente dita (que se preocupa com a felicidade coletiva da pólis). O objetivo de Aristóteles com sua Política é justamente investigar as formas de governo e as instituições capazes de assegurar uma vida feliz ao cidadão. Por isso mesmo, a política situa-se no âmbito das ciências práticas, ou seja, as ciências que buscam o conhecimento como meio para ação.
Segundo Aristóteles:
"Vemos que toda cidade é uma espécie de comunidade, e toda ela se forma com vistas a algum bem (o bem-comum) pois todas as ações de todos os homens são praticadas com vistas ao que lhes parece um bem; se todas as comunidades visam a isso, é evidente que a mais importante de todas elas e que inclui todas as outras tem mais que todas este objetivo e visa ao mais importante de todos os bens; ela se chama cidade e é a comunidade política" (Pol., 1252a).
Os livros I, II, e III são introdutórios e versam sobre temas como teoria do Estado e classificação das várias espécies de constituição; os livros IV, V e VI tratam da prática política, da natureza das várias constituições e dos princípios que as regulam; os livros VII e VIII especulam sobre a política ideal, analisando a estrutura da melhor cidade.

## Natureza de escravo e escravidão
Uma das distinções feitas por Aristóteles nesta obra é entre Natureza de escravo e escravidão.
Pela Primeira vez ele se refere aos homens que não pertencem a si-próprios, não têm propósitos e finalidades próprias, de modo que buscam servir aos propósitos do outro. O sujeito em questão, portanto, encontra propósito servindo como instrumento às finalidades alheias.
Já escravidão é a apropriação dos homens vencidos na guerra, por meio de força e violência, para submeter os vencidos ao seus desejos e caprichos de modo coercitivo. Havia na Grécia da época de Aristóteles uma lei, segundo a qual todo homem vencido na guerra tornava-se propriedade do vencedor.

## Tipos de Governos
Aristóteles, no livro III capítulo 12 da Política, faz uma distinção de dois tipos entre os Governos: 1) o primeiro se refere à forma pela qual o governante age, sendo para o interesse privado ou para o bem comum. Quando ele governa para o bem comum, ele age segundo os princípios da justiça e essa seria a verdadeira forma da política. 2) A segunda distinção que ele faz é em relação ao número de pessoas no poder, podendo ser apenas composto por uma pessoa, algumas ou muitas. Portanto, Aristóteles relaciona as duas distinções existindo, dessa forma, três tipos de governos, relacionados ao número de governantes, que servem ao bem comum; e três tipos de governos, relacionados ao número de governantes, que são realizadas as ações apenas aos interesses privados ou públicos.
	Monarquia: a monarquia é um dos grandes tipos de Governo segundo Aristóteles, mas não existe apenas um tipo dela e muitas não aparentam ter tanta proximidade entre si. Além disso, em alguns casos é difícil identificar se é uma monarquia. Em traços gerais a monarquia seria um governo que o poder se concentra na mão de um indivíduo, mas que ele realize o seu poder com uma preocupação com a comunidade, mesmo que ele seja um déspota.
Segundo ele existiria cinco tipos de monarquias:
Monarquia tipo 1 - O primeiro tipo de monarquia seria, em sua concepção, uma das mais legítimas, pois o poder do rei não seria absoluto e ele não teria o poder de decidir matar um dos seus súditos, a não ser em casos de guerras. Esses tipos de monarquias seriam perpétuas e hereditárias ou até mesmo eletivas. Os seus reis teriam grandes poderes, mesmo que não absolutos.
Monarquia tipo 2 - A segunda forma não foi considerada uma boa forma, pois o rei teria um poder quase absoluto. Esse tipo de regime se aproximaria de uma tirania, mas não chegaria a tanto, pois o rei seria protegido por cidadãos armados e não por um exército de estrangeiros. Aristóteles diz que essa não é uma forma muito boa de Governo, mas seria legítima, pois, segundo ele, ela seria adequada ao povo bárbaro.
Monarquia tipo 3 - Essa outra forma seria um despotismo eletivo. Esse tipo de Governo ocorreria quando um povo decidisse dar um poder absoluto a uma pessoa em uma situação. Isso ocorria em algumas cidades em casos de invasões, havia um processo de deliberação e uma pessoa era escolhida para ser o rei. O poder desse rei poderia ser perdido após o fenômeno que o fez tornar-se rei acabar ou poderia até mesmo continuar pelo resto de vida, mas não seria um cargo hereditário.
Monarquia tipo 4 - Ele chama esse tipo de monarquia dos tempos heroicos. Seria uma forma de monarquia voluntária e hereditária. Os reis teriam ganhado o seu poder devido a seus grandes feitos por um povo. Teria grande poder nas deliberações da cidade, seriam pessoas com habilidades de guerra.
Monarquia tipo 5 - A última forma seria uma monarquia soberana que todos atribuem a um só poder, que seria comparável a de um chefe de uma família. Teria o Governo sobre todos os membros de uma cidade ou nações inteiras e também teria o poder sobre a propriedade comum.
	Aristocracia: existe, em estrito senso, apenas um tipo de aristocracia, assim, como a própria etimologia do nome diz, é o “Governo dos melhores”. Os governantes da cidade seriam apenas alguns indivíduos, mas eles seriam eleitos por mérito e não por riqueza. A característica mais importante de um governante seria as suas virtudes. A riqueza seria algo acidental, embora isso seja algo prezado, junto à sua popularidade.
	Politeia (ou na versão latina República): seria uma forma de Governo que reúne tanto aspectos da aristocracia, quanto da democracia. A politeia teria o aspecto aristocrático do qual os governantes estariam no poder por mérito, mas Aristóteles considerava que, no geral, quem eram as pessoas mais virtuosas eram os ricos, pois teriam melhores condições e, dessa forma também iria ter um aspecto da oligarquia e também teria o aspecto da liberdade da democracia. Com esses aspectos, a politeia seria o verdadeiro estado, essa seria a melhor forma de governo segundo Aristóteles.
	Contudo, também existiriam as formas desvirtuadas desses governos:
	Tirania: Essa seria a pior forma de governo para esse filosofo. Em vários casos, é muito difícil distinguir o que é uma monarquia e uma tirania e nada impede que uma monarquia transite e se torne uma tirania. Um Governo tirânico seria uma forma de monarquia despótica que o governante apenas tomaria decisões por interesses próprios e passaria por cima da sociedade política.
	Oligarquia: essa seria uma forma depravada da aristocracia: os governantes não exerceriam o poder por mérito. A oligarquia seria um Governo de um determinado grupo de pessoas ricas, mas não bastaria apenas ser rico. Existem para Aristóteles quatro tipos de oligarquias:
Oligarquia tipo 1 - seria quando as magistraturas seriam dadas as grandes riquezas. Os pobres, mesmo sendo a maioria, ficariam fora das questões deliberativas.
Oligarquia tipo 2 - esse segundo tipo é quando existe um processo deliberativo, mas apenas realizado por pessoas ricas. Essa forma teria uma falsa aproximação com a aristocracia. A diferença fundamental seria que em uma aristocracia o processo deliberativo seria realizado por todos.
Oligarquia tipo 3 - existiria também uma oligarquia na qual é acrescentada uma lei pelos mais ricos para que o poder passe a ser hereditário.
Oligarquia tipo 4 - esse último tipo seria igual aos tipos anteriores, mas seria uma forma ainda mais radical que ocorreria quando o nível de riqueza e crédito dos governantes fossem tão grande e a um número muito restrito de pessoas que se tornaria basicamente uma tirania formada por mais de uma pessoa.
	Democracia: é importante ressaltar que mesmo recebendo o mesmo nome do que se chama hoje de “democracia” seria um erro transportar o termo contemporâneo para esse contexto, pois se referem a coisas completamente distintas. Segundo Aristóteles, não se deveria classificar a democracia como o Governo que a maioria domina, pois mesmo que, em uma cidade, a maioria dos indivíduos fosse rica e eles dominassem isso seria chamada de uma democracia, mesmo tendo uma maioria seria uma oligarquia, pois o poder estaria nas mãos, somente, dos ricos. Uma democracia seria mais bem definida enquanto um Estado que os homens livres governam. Existiam quatro tipos de democracia.
Democracia tipo 1 - o critério seria estabelecido por uma determinada quantidade de riqueza. Poderia deliberar quem tivesse certa quantidade de riqueza. Essa forma de democracia se aproxima de uma oligarquia, mas a distinção seria que nas oligarquias estariam restritas a um determinado grupo de pessoas com certa renda e, essa forma de democracia estaria aberta a qualquer pessoa que tivesse uma determinada renda.
Democracia tipo 2 - nesse outro tipo seriam aceitos os votos em assembleia de todos que tivessem um nascimento digno, mas apenas poderiam se eleger aqueles que possuiriam meios de viver sem trabalhar. Os cargos políticos não trariam nenhum lucro, apenas honras.
Democracia tipo 3 - essa forma aceita todos os cidadãos livres e não oferece nenhum atrativo à cupidez. Dessa forma, não existiria tanta disputa de pretendentes e a lei seria respeitada.
Democracia tipo 4 - esse último tipo seria a democracia mais radical. Todos os cidadãos teriam os mesmos direitos e cargos políticos. A alma da democracia seria a liberdade. Segundo ele, isso seria de certa forma bom, mas o problema que ele via nessa forma de democracia seria que iria existir uma demagogia, pois a cidade seria direcionada pelas massas e não pelo bem da polis, sendo o outro lado da oligarquia, mas ao invés de pessoas ricas no poder, seria governado pelos indigentes. Ele chega a dizer que as democracias podem chegar a ser uma “politirania”.

## Traduções para o português
- ARISTÓTELES. Política. Tradução do grego, introdução e notas do Prof. Mário da Gama Kury. 3 ed.. Brasília: UNB, 1997. 317p.. ISBN: 85230001109.
- ____________. Política. Edição bilíngue (português-grego) com tradução direta do grego. Tradução de António Campelo Amaral e Carlos de Carvalho Gomes. 1ª ed. Lisboa: Vega, 1998. 668p. ISBN: 972-699-561-2.
- ____________. Política. Tradução (da tradução francesa) de Roberto Leal Ferreira. 2 ed.. São Paulo: Martins Fontes, 1998. 350p. ISBN: 8533608411.
- ____________. A Política. Tradução do grego de Nestor Silveira Chaves. 2a. ed., São Paulo: Edipro, 2009. 284p. ISBN: 9788572836128
- ____________. A Política. Tradução de Nestor Silveira Chaves. 1 ed., São Paulo: Folha de S. Paulo, 2010. (Coleção Folha: livros que mudaram o mundo, 11). 208 p.. ISBN 978-85-63270-32-0 (volume 11); ISBN 978-85-63270-21-4 (coleção).
- ____________. Política. Tradução, introdução e notas de Maria Aparecida de Oliveira Silva. Apêndice com a tradução de Plutarco. "Da monarquia, democracia e oligarquia". São Paulo: Edipro, 2018.